# Bani (Pangasinan)
Bani is een gemeente in de Filipijnse provincie Pangasinan op het eiland Luzon. Bij de laatste census in 2007 had de gemeente bijna 46 duizend inwoners.

## Geografie

### Bestuurlijke indeling
Bani is onderverdeeld in de volgende 27 barangays:
| - Ambabaay - Aporao - Arwas - Ballag - Banog Norte - Banog Sur - Calabeng - Centro Toma - Colayo - Dacap Norte - Dacap Sur - Garrita - Luac - Macabit | - Masidem - Poblacion - Quinaoayanan - Ranao - Ranom Iloco - San Jose - San Miguel - San Simon - San Vicente - Tiep - Tipor - Tugui Grande - Tugui Norte |

## Demografie
Bani had bij de census van 2007 een inwoneraantal van 45.652 mensen. Dit zijn 2.828 mensen (6,6%) meer dan bij de vorige census van 2000. De gemiddelde jaarlijkse groei komt daarmee uit op 0,89%, hetgeen lager is dan het landelijk jaarlijks gemiddelde over deze periode (2,04%).